# Adiuwant (rolnictwo)
Adiuwant, wspomagacz (łac. adiuvare „pomagać”, „wspierać”) – substancja pomocnicza stosowana razem ze środkami ochrony roślin, obecna w ich składzie lub dodawana do cieczy roboczej w celu zwiększenia efektywności działania substancji aktywnej poprzez zmianę właściwości fizycznych cieczy. Najczęściej adiuwantami są surfaktanty oraz oleje roślinne i mineralne z emulgatorami. Skuteczność adiuwantów zależy od rodzaju herbicydu, ich właściwości fizykochemicznych, zastosowanej dawki oraz fazy rozwojowej rośliny uprawnej i chwastów.

## Klasyfikacja
Wśród adiuwantów wyróżnia się m.in.:
- dodatki poprawiające mieszalność środków ochrony roślin między sobą i z nawozami,
- dodatki wspomagające pobieranie i transport środka w roślinie,
- oleje zmniejszające parowanie, zwiększające przyczepność do powierzchni woskowych i przyspieszające wysychanie,
- preparaty zatrzymujące substancje czynne w górnej warstwie gleby, co zapobiega zanieczyszczeniu wód gruntowych,
- preparaty zwiększające przyczepność cieczy do powierzchni agrofagów i odporność na zmywanie,
- środki ograniczające znoszenie cieczy przez zwiększanie wielkości kropel,
- środki ułatwiające wnikanie substancji aktywnej w głąb tkanek agrofagów,
- zwilżacze zmniejszające napięcie powierzchniowe cieczy i umożliwiające jej rozprowadzenie na trudno zwilżalnych powierzchniach,
- adiuwanty łączące kilka z powyższych funkcji[1].

## Przykłady
Stosowanie adiuwantów pozwala ograniczyć zużycie środka ochrony roślin nawet o 20–25%. Przykładowe produkty: Adbios, Adpros, Atpol, Atpolan, Olejan, Olemix.